# Ardjuna
Ardjuna (Crambidae) é um gênero de mariposa pertencente à família Crambidae.